# Death Saw

David Copperfield durante l'esecuzione di Death Saw, l'illusione in cui viene segato in due

Death Saw (Sega della morte) è un numero di illusionismo presentato al pubblico da David Copperfield in cui egli rimane segato in due parti da una grossa sega elettrica circolare, dopo aver tentato di aprire i vari lucchetti che lo tengono imprigionato dentro una cassa posta su due tavoli affiancati.
L'illusione è stata eseguita per circa un decennio a partire dalla fine degli anni '80 nelle tournée di Copperfield per il mondo, ed è stata trasmessa in televisione per la prima volta nel 1988, all'interno dello speciale The Magic of David Copperfield X: The Bermuda Triangle. È stata poi inclusa negli speciali riassuntivi David Copperfield: 15 Years of Magic (1994) e David Copperfield: The Great Escapes (2000): in entrambi gli speciali sono state rimosse alcune sequenze introduttive, e nell'ultimo è presente un commento audio dello stesso Copperfield.
In Italia l'illusione è stata trasmessa in numerosi programmi a partire dal 1988.

## Lo svolgimento
Sul palcoscenico è presente un timer che comanda il meccanismo di discesa della sega, appesa alcuni metri sopra due tavoli affiancati su cui Copperfield si sdraia prono. Su quei tavoli Copperfield viene incatenato da due assistenti che lo serrano ai polsi, al collo, al girovita e alle caviglie, e lo rinchiudono dentro una cassa. Per liberarsi prima di venir segato in due, ha un solo minuto di tempo (anche se in realtà la discesa della sega durerà quasi un minuto e mezzo) e può aiutarsi solo con una forcina per capelli prestatagli da una persona del pubblico.
Non appena il timer viene azionato, Copperfield inizia a liberarsi dai lucchetti e dalle catene e ad aprire la cassa. Tutto procede apparentemente senza problemi, ma pochi secondi prima dello scadere del tempo si verifica un malfunzionamento nel meccanismo di discesa della sega, per cui questa scende su Copperfield prima del previsto, segandolo in due.
Apparentemente, Copperfield ha perso i sensi, o potrebbe addirittura essere rimasto ucciso. Dopo pochi secondi di immobilità solleva la testa. Si volta per guardare la sega. I due assistenti che lo avevano incatenato tornano in scena e separano i due tavoli, rivolgendo il busto del mago verso il pubblico. Uno spettatore urla "move your feet" ("muovi i piedi") e Copperfield li muove.
A questo punto, per tornare tutto intero, Copperfield rimette in funzione il timer al rovescio, fa riaffiancare i tavoli, rimette in funzione al rovescio la sega, si chiude di nuovo dentro la cassa e così, alla sua riapertura, tutto è tornato come all'inizio, permettendo a Copperfield di mettersi in piedi sui tavoli.

## Analisi
Il trucco della "donna segata in due" è un classico dell'illusionismo. La versione di Copperfield si distingue per due motivi:
- il mago è segato in piena vista, senza alcuna copertura: la cassa in cui era rinchiuso è completamente aperta, privandosi perciò della copertura fornita dalle casse,
- i due tavoli hanno uno spessore minimo, di pochi centimetri, e sotto ognuno di essi ci sono solo due sottili gambe metalliche oblique che li tengono sollevati su due pedane mobili. Tutto questo per far escludere i facili sospetti secondo cui Copperfield possa aver nascosto le proprie gambe sotto il tavolo e che un eventuale complice che gli presta le gambe sull'altro tavolo possa tener nascosto il proprio busto.

L'intera esecuzione è ripresa con un unico piano sequenza, per dimostrare l'assenza di trucchi di montaggio, tipici delle produzioni televisive o cinematografiche. Se qualche inquadratura è stata successivamente inserita prima o dopo il piano sequenza, questa è quindi un elemento ininfluente sulla riuscita dell'illusione stessa, anche perché il numero in sé è stato eseguito di fronte ad un pubblico presente in sala.
Infine, la scelta dell'accompagnamento musicale mira a creare un'atmosfera di suspense e mistero. I brani impiegati fanno parte della colonna sonora Aliens composta e diretta da James Horner per il film del 1986 Aliens - Scontro finale:
- 1. Main Title (5:13)
- 13. Futile Escape (8:29)
- 15. Going After Newt (3:18)
- 17. Bishop's Countdown (2:50)
- 19. Resolution And Hyperspace (6:27)

La colonna sonora è stata pubblicata da Varèse Sarabande per la prima volta nel 1987 e successivamente nel 2001 in THE DELUXE EDITION, nonché parzialmente nel CD del 1996 The Alien Trilogy.
La versione dello speciale del 1988 è inizialmente accompagnata da un estratto del brano del 1987 "I Just Died In Your Arms", dei Cutting Crew, mentre la versione dello speciale del 1994 è inizialmente accompagnata da un estratto del brano del 1990 "Mea Culpa" degli Enigma.

## Curiosità
Un'altra illusione in cui Copperfield resta diviso in due parti senza alcuna copertura è Laser, eseguita durante le sue tournée a partire dal 1995 e trasmessa in televisione per la prima volta nel 2001 all'interno dello speciale The Magic of David Copperfield XVII: Tornado of Fire, andato in onda in Italia per la prima volta nel 2006 con il titolo David Copperfield - L'uomo impossibile.